# 山本舞香
山本 舞香（やまもと まいか、1997年〈平成9年〉10月13日 - ）は、日本の女優、ファッションモデル、タレント。
鳥取県米子市出身。インセントを経て、エイジアプロモーション所属。夫はロックバンドMY FIRST STORYのHiroこと森内寛樹。

## 略歴
『鳥取美少女図鑑』Vol2に登場後、現事務所にスカウトされ、2011年春、初めて受けたオーディションで三井のリハウスのオーディションに合格し三井のリハウス第14代目リハウスガールに選ばれた。同年7月号よりローティーン向けファッション雑誌『ニコラ』の専属モデルとして活動する。同年7月期木曜劇場『それでも、生きてゆく』（フジテレビ）で女優デビューを果たした。同年9月25日、『江〜姫たちの戦国〜』（NHK）第37回に完役で出演し、大河ドラマ初出演。
2013年9月8日、『KAZEOKE』#3（WOWOW）に出演し、ドラマ初主演。同年11月号で『ニコラ』初表紙。この号の表紙は、飯豊まりえ、小山内花凜、高嶋芙佳、山本の4名。
2014年5月号をもって『ニコラ』卒業。表紙掲載回数は2回であった。
2016年3月公開の『桜ノ雨』で、劇場用映画初主演。同作は、第28回東京国際映画祭（2015年10月22日から開催）のパノラマ部門でプレミア上映された。同年12月30日（29日深夜）、年の瀬 変愛ドラマ『恋するJKゾンビ』（テレビ朝日）で地上波テレビドラマ初主演。
2017年4月から2021年3月まで『王様のブランチ』（TBS）にレギュラー出演。 
2022年9月1日、米映画『ブレット・トレイン』（ブラッド・ピット主演）で日本語吹き替え版の声優を初めて担当。同年10月期木曜ドラマ『Sister』（読売テレビ・日本テレビ）で連続ドラマ初主演。
2024年7月31日をもってデビュー時から所属していたインセントを退所、翌8月1日よりエイジアプロモーション所属となった。同年10月5日放送回から『ANOTHER SKY』（日本テレビ）のMCを務める。
2024年10月13日、MY FIRST STORYのボーカル・Hiro（森内寛樹）と結婚したことを発表した。

## 人物
- 小学校1年生の時から中学3年生まで空手を習っており、小学校6年生の時に県大会で優勝した[21]。黒帯でもある[22]。空手以外では、中学時代にソフトボールの経験もある[23]。
- 座右の銘は「己を信じよ」[24]。
- 好きな食べ物は、モモ、イチジク、家系ラーメン[24]。
- 尊敬する好きな女優は栗山千明や香里奈[25]。
- 女優の加賀まりこから「若い頃の私に"空気"が似ている」と評されている[26]。
- 元々モデル志望で、役者業を始める前は演技の仕事に苦手意識を抱いていたが、初期の頃からドラマや映画の環境や現場の人たちに恵まれ、演技の魅力に引き込まれていった[24]。
- 兄と弟が1人ずついる。2018年の8月23日「アウト×デラックス」出演の際に、自分はブラザーコンプレックスかもしれないと思った出来事として、自宅に兄や弟の交際相手である綺麗な人が来た際になんとなく気に食わないと思ってしまったと冗談で話している[27][28]。
- マツコ・デラックスは山本について、「（容貌は美少女であるのに対し）その辺を歩いてるヤンキーと構造は変わらない」としつつも絶対に自分を作らないことから、おすすめの若手女優だと高く評価している[29]。
- マルプー（マルチーズとトイプードルのミックス）でメスの ｢シェリ｣ とティーカッププードルでオスの ｢レニ｣ の2匹の犬を飼っている[30][31]。
- テレビ朝日系金曜ナイトドラマ『家政夫のミタゾノ』シリーズで共演したTOKIOの松岡昌宏を“兄貴”と呼び、慕っている[32]。
- シソンヌの長谷川忍、池田美優とは別々の番組の収録で楽屋で一緒になって以来、仲が良い[33]。
- 格闘家の武尊とは年代は違うものの同じ中学校を卒業している縁で、武尊の試合を観戦したり、YouTubeでコラボするなど親交がある。

## 出演

### テレビドラマ
- それでも、生きてゆく（2011年7月7日 - 9月15日、フジテレビ） - 遠山双葉（少女期）
- 大河ドラマ 江〜姫たちの戦国〜 第37話（2011年9月25日、NHK） - 完
- 13歳のハローワーク（2012年1月13日 - 3月9日、テレビ朝日） - 田村真帆 / 近藤美帆[34]
- 家族のうた 第5話・第7話（2012年5月13日・27日、フジテレビ） - 三木希美
- 大奥〜誕生［有功・家光篇］ 第8話 - 最終話（2012年11月30日 - 12月14日、TBS） - 野乃 / 稲葉正則
- 心療中-in the Room-（2013年1月12日 - 3月30日、日本テレビ） - 天間友香
- まほろ駅前番外地 第9話 - 第10話（2013年3月8日 - 15日、テレビ東京） - 芦原園子
- 幽かな彼女（2013年4月9日 - 6月18日、関西テレビ） - 京塚りさ
- 仮面ティーチャー（2013年7月6日 - 9月28日、日本テレビ） - 小林佐恵子
  - スペシャル（2014年2月14日）
- KAZEOKE #3（2013年9月8日、WOWOW） - 主演[注 1]
- 49（2013年10月5日 - 12月28日、日本テレビ） - 高見幸[35]
- 夜のせんせい（2014年1月17日 - 3月21日、TBS） - 大神玲
- 南くんの恋人〜my little lover（2015年11月10日（9日深夜） - 2016年2月2日（1日深夜）、フジテレビ） - ヒロイン・堀切ちよみ[36]
- 鼠、江戸を疾る2 第2話（2016年4月21日、NHK） - 希音[37]
- ヤッさん〜築地発!おいしい事件簿〜（2016年7月22日 - 8月26日、テレビ東京） - ヒロイン・ミサキ[38]
- 恋するJKゾンビ（2016年12月30日（29日深夜）、テレビ朝日） - 主演・橘まりあ[7]
- やすらぎの郷（2017年4月3日 - 9月29日、テレビ朝日） - 菊村梢[39]
- SR サイタマノラッパー 〜マイクの細道〜（2017年4月7日 - 6月24日 、テレビ東京） - ヒロイン・トーコ[40]
- &美少女 NEXT GIRL meets Tokyo 第12話（2017年7月13日、フジテレビ[注 2]） - 主演・志倉ゆり[41]
- 漫画みたいにいかない。（2018年1月11日 - 3月22日、日本テレビ） - ヒロイン・高橋るみ[注 3][42]
  - 遊戯みたいにいかない。（2019年4月18日 - 6月6日）
- やれたかも委員会 エピソード5「後日編」 (2018年5月28日（27日深夜）、MBS / 5月30日（29日深夜）、TBS） - マチルダこと町田伸子[43]
- チア☆ダン（2018年7月13日 - 9月14日、TBS） - 柴田茉希[44]
- トレース〜科捜研の男〜 第5話 （2019年2月4日、フジテレビ） - 島本優[45][46]
- ラジエーションハウス〜放射線科の診断レポート〜 第4話（2019年4月29日、フジテレビ） - 坂元美月[47]
- SCAM スカム（2019年7月1日 - 8月26日、 MBS） - ヒロイン・吾妻美咲[48]
- 警視庁・捜査一課長 新作スペシャルII（2019年7月14日、テレビ朝日） ｰ ヒロイン・小倉安子[49]
- Heaven? 〜ご苦楽レストラン〜 第7話（2019年8月20日、TBS） - 久世光代（若年期）[50]
- やすらぎの刻〜道 第204回 - 第208回（2020年1月27日 - 31日、テレビ朝日） - 菊村梢[51]
- 死にたい夜にかぎって（2020年2月23日 - 3月25日、毎日放送 / 2月26日 - 4月1日、TBS） - ヒロイン・橋本アスカ[52]
- ハケンの品格（2020年6月17日 - 8月5日、日本テレビ） - 千葉小夏[53]
- あのコの夢を見たんです。 第6話（黒帯ちゃんとメガネくん）（2020年11月7日、テレビ東京） - ヒロイン・本人[54]
- アプリで恋する20の条件（2021年1月10日、日本テレビ） - 島田実日子[55]
- コタローは1人暮らし（2021年4月24日 - 6月26日、テレビ朝日） - ヒロイン・秋友美月[56]
  - 花輪せんせいは半人前!? 特別編（2021年6月27日）[57]
  - 帰ってきたぞよ!コタローは1人暮らし（2023年4月15日 - 6月26日）[58]
- 嘘から始まる恋（2021年6月27日、日本テレビ） - 篠原友里[59][60]
- 警視庁ひきこもり係（2021年8月5日、テレビ朝日） - ヒロイン・百田桜[61]
- ソロモンの偽証（2021年10月3日 - 11月21日、WOWOW） - 三宅樹理[62]
- デキないふたり（2022年1月3日、テレビ朝日） - 主演・白藤奈緒[63]
- 相棒 Season20 第13話「死者の結婚」（2022年1月26日、テレビ朝日） - 梶本彩奈[64]
- 家政夫のミタゾノ（テレビ朝日） - ヒロイン・本仮屋素子
  - 第5シリーズ（2022年4月22日 - 6月10日）[65][66]
  - 第6シリーズ 第5話（2023年11月7日）[67] [68]
- 金田一少年の事件簿 第9話・最終話（2022年6月26日・7月3日、日本テレビ）- 湖月レオナ[69]
- Sister（2022年10月20日 - 12月22日、読売テレビ） - 主演・三好凪沙[注 4][10]
- 忍者に結婚は難しい（2023年1月5日 - 3月16日、フジテレビ） - 月乃雀[70]
- 今日からヒットマン（2023年10月27日 - 12月15日、テレビ朝日） - ヒロイン・ちなつ[71][72]
- 闇バイト家族（2024年1月6日 - 3月23日、テレビ東京） - ヒロイン・久保美咲[73]
- Believe-君にかける橋-（2024年4月25日 - 6月20日、テレビ朝日） - 本宮絵里菜[74]
- 南くんが恋人!? 第4話（2024年8月13日、テレビ朝日） - 若い頃の堀切百合子 役[75]
- 連続テレビ小説 おむすび 第37回 -（2024年11月19日 - 、NHK） - 矢吹沙智 役[76]
- 令和の三英傑!（2024年12月11日・18日、中京テレビ・日本テレビ） - 主演・織田よし乃[77]
- 波うららかに、めおと日和（2025年4月24日 - 6月26日、フジテレビ） - 芳森芙美子 役[78]

### 映画
- ホウキノクニカラ（2012年） - 主演・中村千代[79][80]
- マダム・マーマレードの異常な謎（テレビ東京） - 静恵
  - 出題編（2013年10月25日）
  - 解答編（2013年11月22日）
- 劇場版 仮面ティーチャー（2014年2月22日、ショウゲート） - 小林佐恵子
- 暗殺教室（2015年3月21日、東宝） - ヒロイン・茅野カエデ[81]
  - 暗殺教室 〜卒業編〜（2016年3月25日、東宝） - ヒロイン・茅野カエデ / 雪村あかり[82]
- Zアイランド（2015年5月16日、KADOKAWA / 吉本興業） - 日向[83]
- 桜ノ雨（2016年3月5日、AMGエンタテイメント） - 主演・遠野未来[5][84]
- 殿、利息でござる!（2016年5月14日、松竹） - なつ[85]
- ひるなかの流星（2017年3月24日、東宝） - 猫田ゆゆか[86]
- ブルーハーツが聴こえる「ラブレター」（2017年4月8日、ティ・ジョイ） - 彩乃[87]
- 未成年だけどコドモじゃない（2017年12月23日、東宝） - 松井沙綾[88]
- 恋は雨上がりのように（2018年5月25日、東宝） - 倉田みずき[89]
- SUNNY 強い気持ち・強い愛（2018年8月31日、東宝） - 伊藤芹香（女子高生時代）[90]
- ギャングース（2018年11月23日、キノフィルムズ） - ヒロイン・ユキ[91]
- 劇場版 ファイナルファンタジーXIV 光のお父さん（2019年6月21日、ギャガ） - 岩本美樹[92]
- 東京喰種 トーキョーグール【S】（2019年7月19日、松竹） - ヒロイン・霧嶋董香（トーカ）
- 今日から俺は!!劇場版 （2020年7月17日、東宝） - 森川涼子[93]
- とんかつDJアゲ太郎（2020年10月30日、ワーナー・ブラザース映画） - ヒロイン・服部苑子
- カラダ探し（2022年10月14日、ワーナー ブラザース映画） - 柊留美子[94]
- SEE HEAR LOVE 〜見えなくても聞こえなくても愛してる〜（2023年7月7日、ティ・ジョイ） - 中村沙織[注 5][95]

### ネット配信
- 通学ダッシュ!（2013年12月10日、ネスレシアター on YouTube） - 主演・ミサキ[96]
- Horizon Zero Dawn ハンターの決意 (2017年3月2日、ソニー・インタラクティブエンタテインメントジャパンアジア、PlayStation 4用ソフト『Horizon zero dawn』プロモーション動画）[97]
- &美少女 NEXT GIRL meets Tokyo 第12話（2017年6月28日、dTV・フジテレビオンデマンド） - 主演・志倉ゆり
- 漫画みたいにいかない（2017年10月31日配信開始、全10話、Hulu[注 6]） - 高橋るみ[98][42]
- 紺田照の合法レシピ（2018年3月6日 - 4月24日、Amazon Prime Video） - ヒロイン・春真希[99]
- コタローは1人暮らし シリーズ（TELASA） - 秋友美月
  - 花輪せんせいは半人前!?（2021年5月22日 - 6月19日）[100]
  - 佑どののジブン探し（2023年5月13日）[101]
- 今日からラブリーマン（2023年11月4日 - 12月2日、TELASA） - ヒロイン・ちなつ[102]

### 吹き替え
- ブレット・トレイン（2022年9月1日、ソニー・ピクチャーズ エンタテインメント） - プリンス 〈ジョーイ・キング〉[103]

### Webアニメ
- KUROMI’S PRETTY JOURNEY（YouTube・TikTok、2023年）- ロミナ[104][105]

### テレビ番組
- 王様のブランチ（2017年4月15日 - 2021年3月27日、TBS）[8][106][107]
- Google Pixel presents ANOTHER SKY（2024年10月5日 - 、日本テレビ） - 今田耕司と担当[20]

### CM
- 三井不動産リアルティ 三井のリハウス（2011年 - ） - 第14代目リハウスガール[3]
- とっとり花回廊（2012年4月 - ）
- SoftBank iPhone 5（2013年3月 - ）
- JR東日本 JR SKISKI「そこに雪はあるか。」（2015年11月26日 - 2016年）[108][109]
- デジャビュ×ひるなかの流星 スペシャルコラボ（2017年3月16日 - ）
- 伊勢半 ヒロインメイク
  - 「ヒロインの掟『再会』篇」（2018年2月1日 - ）[110]
  - 「STRONG RENEWAL 篇」（2021年3月1日 - ）[111]
- おそうじ本舗（2018年2月 - ）
- リクルート タウンワーク（2018年11月 - ） - 大学生の彼女役[112]
- 日本マクドナルド 三角チョコパイ（2019年1月 - ）[113]
- エム・シーネットワークスジャパン 銀座カラー 「銀座の書店篇」、「銀座のテラス篇」（2020年1月5日 - ） - 小関裕太と共演[114]
- HUMAN LIFE ZEUS Wifi
  - 「ドバドバシャワー」篇、「ドバドバリビング」篇（2020年4月1日 - ）[115]
  - 「やればできる20GB 6ヶ月キャンペーン」篇、｢縛りなしプラン」篇（2021年4月24日 - ）[116]
- BASE「BASE偏見派とBASE利用者の抗争・山本舞香篇」（2021年5月29日 - ） - 香取慎吾と共演[117]
- U-NEXT U-NEXTなら、イチバンある。「熱帯魚屋」篇、「水上バス」篇、「古書店」篇（2021年12月24日 - ） - 森川葵と共演[118]
- Sparty
  - MEDULLA「MEDULLA シティポップビューティーズ篇」（2022年1月12日 - ） - 波瑠、成海璃子と共演[119]
  - HOTARU PERSONALIZED「HOTARU ホタルの光篇」（2022年1月17日 - ） - 波瑠、成海璃子と共演[119]
- マイナビ マイナビ・マイナビ転職「やめるの、やめた」編（2022年1月12日 - ） - 仲野太賀、岡部大（ハナコ）と共演[120]
- JPSLAB アンレーベルラボ「オトナ、カッコイイ」篇（2023年9月6日 - ）[121]

### スチール・広告
- 財団法人全国消防協会（2011年） - 平成23年度秋の火災予防運動ポスター
- Right-on VIVIAN BLUE（2013年） - イメージキャラクター[122]
- 伊勢半（2018年2月1日 - ） - イメージキャラクター[110][123]
- ジョンソン・エンド・ジョンソン「アキュビュー® ディファイン®」（2020年） - キャンペーンイメージモデル[124]
- newn  COHINA（2021年）[125]

### 新聞
- 学生新聞[126]

## 書籍

### 写真集
- aBUTTON Vol.5_自然：山本舞香（2011年12月29日、PARCO出版、撮影：北島明）ISBN 978-4891949334
- サニー/ムーン（2018年3月12日、講談社、撮影：鈴木心）ISBN 978-4062210355[127]

### カレンダー
- 山本舞香 2015カレンダー（2014年10月22日、トライエックス）
- 山本舞香 2016年カレンダー（2015年10月24日、トライエックス）[128][129]
- 山本舞香 2022年カレンダー（2021年10月13日、KADOKAWA）ISBN 978-4048971256[130]

### 雑誌
- ニコラ（2011年6月1日 - 2014年4月1日、新潮社） - 専属モデル
- LARME（2017年9月16日発売号（030） - 、徳間書店） - 連載「MAICAST（マイキャスト）」[131]

### フリーペーパー
- 鳥取美少女図鑑 Vol.2（2010年）